# DR 5.0
La DR 5.0 è un'autovettura di tipo SUV commercializzata dalla casa automobilistica italiana DR Automobiles a partire dal 2020.
Nella gamma del marchio molisano, il SUV 5.0 (chiamato con lo slogan urban SUV) è collocato in una fascia di mercato a metà tra la DR 3.0 e la DR 6.0. 
In seguito all'arrivo della versione aggiornata all'inizio del 2022, il modello precedente (dopo un leggero aggiornamento estetico) prende il nome di DR 4.0 (e viene identificato con lo slogan family SUV) fino all'uscita di produzione avvenuta nel 2024.

## Il contesto

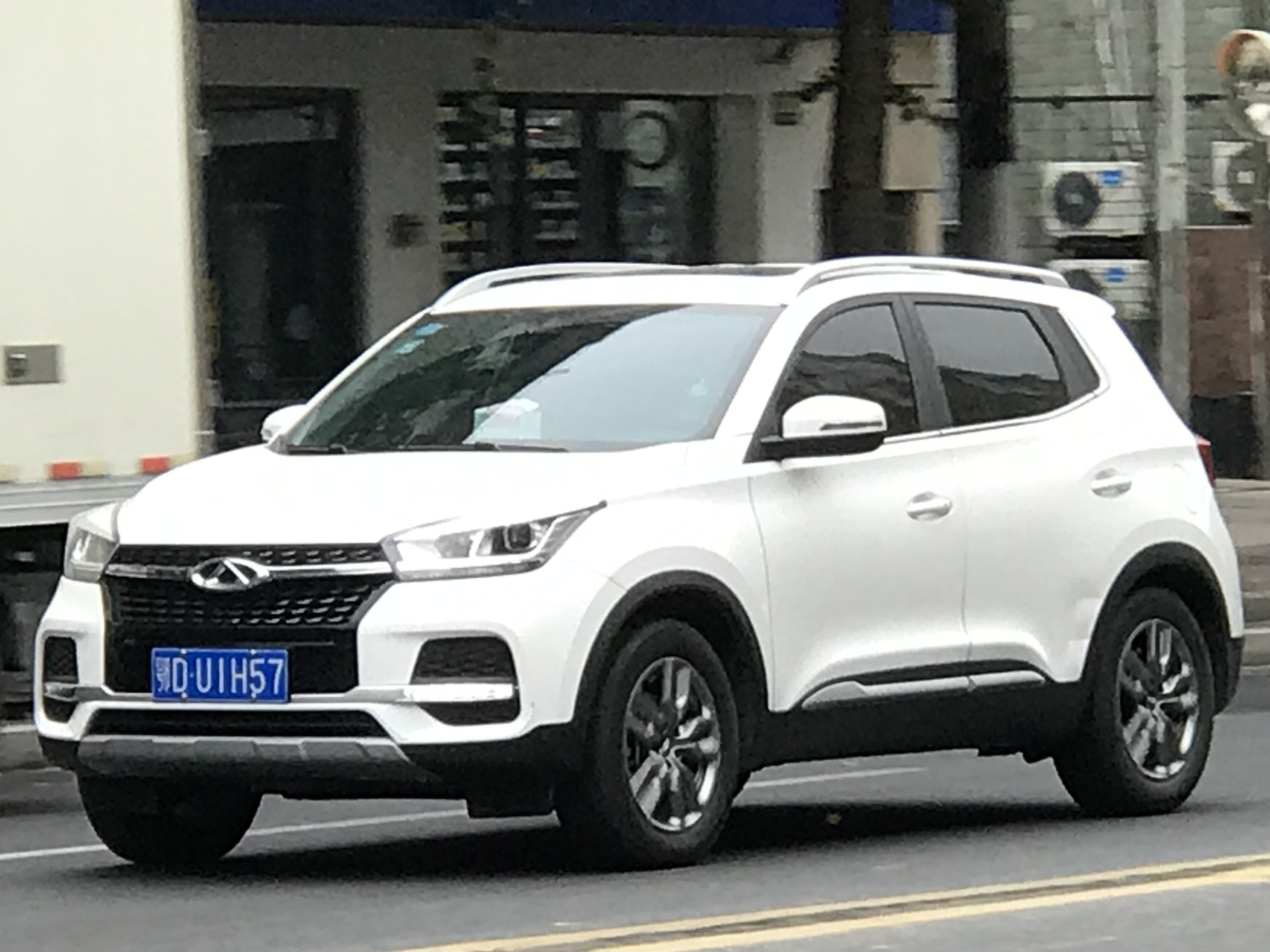
Il SUV Chery Tiggo 5x, veicolo da cui derivano le DR 4.0 e 5.0

Il SUV compatto DR 5.0 è stato lanciato nel mese di marzo del 2020, collocandosi subito al centro della gamma DR, appena al di sopra del più piccolo ed economico DR 3 ma sotto il DR F35 che sarebbe stato presentato tre mesi dopo.
Il DR 5.0 deriva dalla versione aggiornata del SUV cinese Chery Tiggo 5x (in vendita in patria sin dal 2017) e differisce dal veicolo originale per la calandra diversa (di colore grigio, dotata del logo della casa molisana posto come da tradizione sul lato sinistro della calandra e meno estesa in lunghezza), per la presenza di bordi in plastica nera opaca attorno alle prese d'aria laterali (dello stesso colore della carrozzeria) e di uno skid plate più aggressivo sotto al paraurti anteriore, oltre che per le personalizzazioni di rito (colori, sellerie e loghi, con quello della casa apposto su un inserto in plastica nera al posteriore).
Il veicolo è commercializzato a partire dall'estate del 2020 (a causa delle restrizioni anti-COVID) in un unico allestimento e con un solo motore: un 1.5 benzina omologato Euro 6D di produzione Acteco, disponibile anche con impianto a GPL. Al debutto l'unico cambio disponibile è un manuale a 5 rapporti.

## Motori e allestimenti
Al lancio l'unico motore disponibile per il DR 5.0 è un motore a benzina aspirato 1.5 che eroga 86 Kw/116 Cv a 6150 giri/min, con coppia di 136 Nm a 4700 giri/min. Esso è abbinato ad un cambio manuale a 5 rapporti ed alla sola trazione anteriore. Nel caso in cui il motore è dotato di impianto a GPL, la potenza scende a 84 Kw/114 Cv e la coppia a 132 Nm a 4800 giri/min. Sia in versione benzina che in versione bi-fuel benzina-GPL, il Dr 5.0 raggiunge la velocità massima di 175 km/h. Il motore è prodotto da Acteco, la filiale di Chery incaricata alla produzione dei motori e delle trasmissioni, ed è lo stesso già usato sulla più piccola DR 3.
Al debutto è disponibile un solo allestimento, dotato di airbag frontali e laterali, ABS, ESP, cruise control, strumentazione LCD da 7 pollici, tetto apribile, sistema multimediale da 9 pollici con connettività Apple CarPlay/Android Auto, sensori di parcheggio con telecamera, sistema di accensione e avviamento della vettura senza chiavi, climatizzatore manuale, sedili in ecopelle e cerchi in lega da 18 pollici.

## Evoluzione
Alla fine del 2020 viene lanciata la versione con cambio automatico doppia frizione a 6 rapporti, che utilizza un motore 1.5 turbo da 114 kW/154 CV, erogati a 5500 giri/min (110 kW/149 CV per le versioni a GPL), con coppia massima pari a 210 Nm a 3600 giri/min. Omologato Euro 6D-Temp, il motore spinge il DR 5.0 DCT alla velocità massima di 185 km/h. Rispetto alla versione con cambio manuale, ha un più raffinato schema a ruote indipendenti di tipo multilink al retrotreno al posto di quelle semi-indipendenti con barra di torsione.  

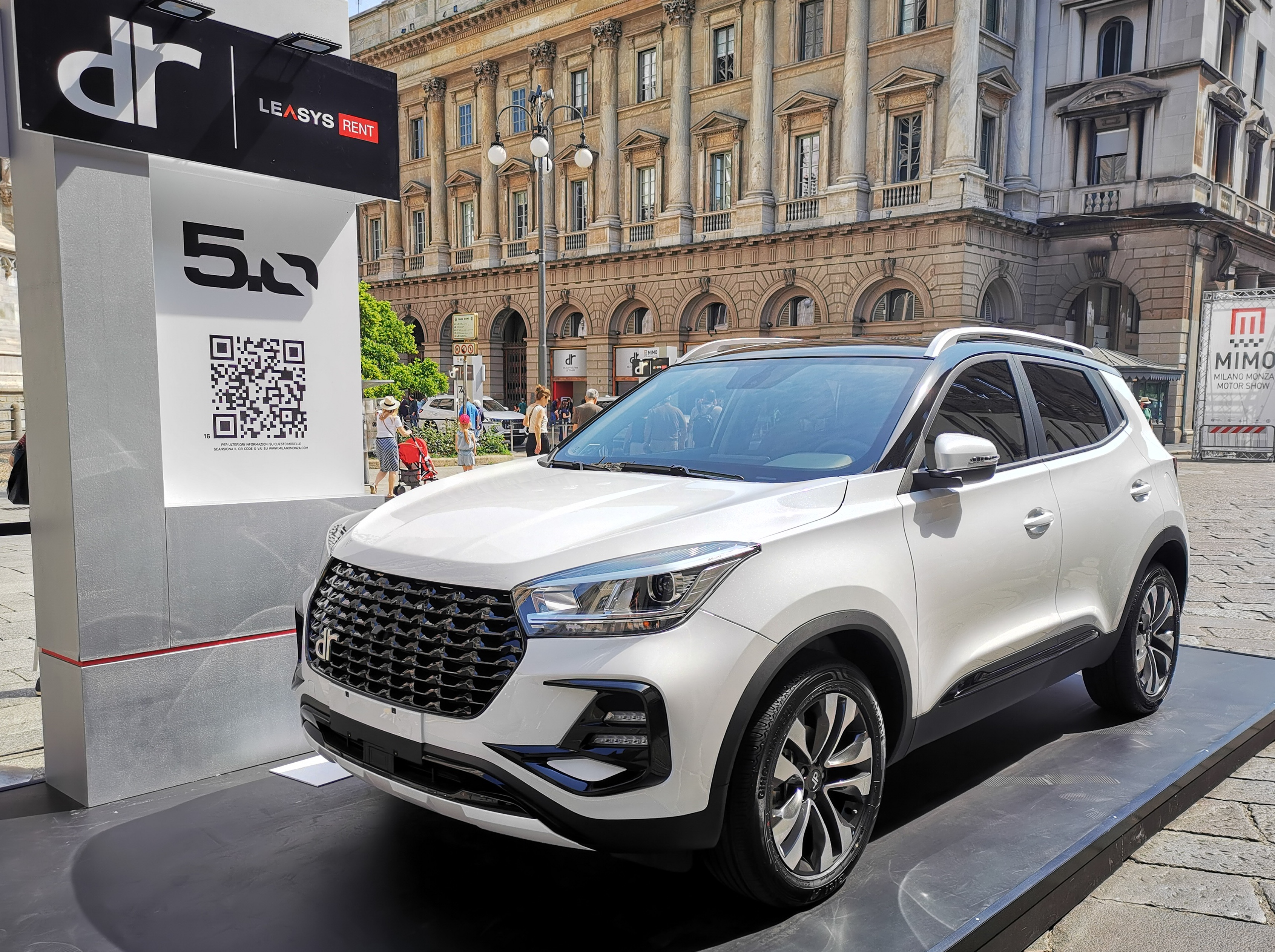
Il frontale di un DR 5.0 post-restyling

Dotata di un listino più importante rispetto alla versione aspirata, offre in più il tetto panoramico, un impianto audio con 6 diffusori, il freno di stazionamento elettrico, i fari anteriori con funzione di accensione e spegnimento automatico, gli airbag laterali a tendina e il sistema per selezionare la modalità di guida.  
Durante il Salone dell'Automobile di Milano - Monza del 2021 DR svela l'aggiornamento del 5.0, che porta in dote un frontale ridisegnato (con nuovi fari, una calandra in nero lucido e delle modanature nere attorno alla presa d'aria laterale), un posteriore leggermente diverso (ci sono dei nuovi paraurti e il logo della marca è ora integrato direttamente sul portellone) ma soprattutto degli interni profondamente ridisegnati, con una plancia più estesa in orizzontale grazie al nuovo sistema multimediale da 12,3 pollici disposto in alto e sospeso a mo' di tablet. Nuovi sono anche il tunnel centrale, ora in nero lucido e con una basetta di ricarica wireless per le versioni automatiche, e i comandi del climatizzatore, sia quelli della versione manuale (ora dotati di due manopole più grandi) che quelli della versione automatica, dotati di comandi del clima interamente touch. 
Il veicolo fa il suo debutto sul mercato all'inizio dell'anno seguente, inizialmente nella sola versione 1.5 manuale; dall'estate entra inoltre a listino la versione con cambio automatico, ora dotata di un cambio CVT al posto del vecchio doppia frizione ma sempre con dotazioni più ricche rispetto alla versione con cambio manuale. A livello di personalizzazioni si sottolinea la possibilità di avere la carrozzeria bicolore con tetto e montanti in colore nero. A livello di dotazioni di sicurezza, si sottolinea che i sei airbag sono disponibili anche per le versioni manuali.  
Nel 2024 invece fanno il loro debutto la 5.0 Unica, nuova versione d'accesso della gamma mossa dal 1.5 aspirato, e la versione 1.5 turbo dotata di cambio manuale a 6 rapporti, che riprende le dotazioni della versione CVT fatta eccezione per la presenza del cambio manuale.  

### DR 4.0

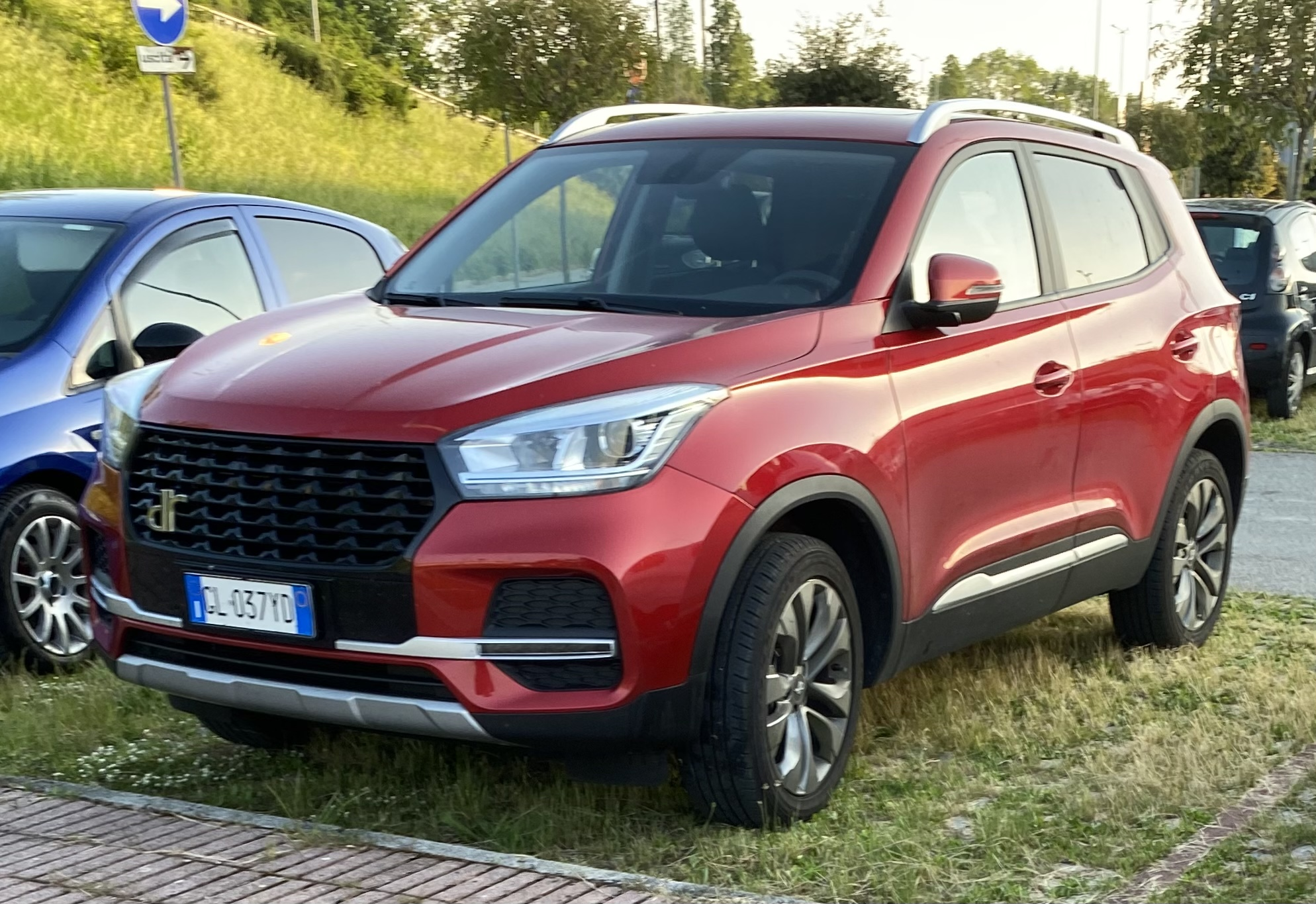
Vista laterale di un DR 4.0

All'inizio del 2022, in seguito alla presentazione della nuova DR 5.0, la versione precedente al restyling viene ribattezzata DR 4.0 ed adotta una nuova calandra, in colore nero lucido, che ricalca le forme del modello precedente. Al contrario di quanto avveniva in passato, ora il paraurti anteriore è identico a quello del cinese Chery Tiggo 5X, mentre il resto delle caratteristiche è rimasto immutato rispetto alla precedente versione del DR 5.0.
Il veicolo è disponibile con un motore a benzina aspirato 1.5 da 116 CV (114 nelle versioni a GPL) o con un motore 1.5 turbo da 154 CV (149 CV per le versioni a GPL), il primo abbinato ad un cambio manuale a 5 rapporti ed il secondo ad un doppia frizione a 6 rapporti: si tratta, quindi, della stessa gamma di motori già disponibili sulla 5.0 prima del restyling. Invariate anche le dotazioni e le altre caratteristiche meccaniche. I prezzi di listino sono inferiori rispetto al 5.0 aggiornato, e pertanto il nuovo DR 4.0 presidia una fascia di mercato leggermente inferiore. 
Dall'autunno del 2022 la versione automatica esce di listino, lasciando quindi la sola versione manuale a listino fino all'inizio del 2024, anno in cui abbandona il mercato.